# Lobbizás

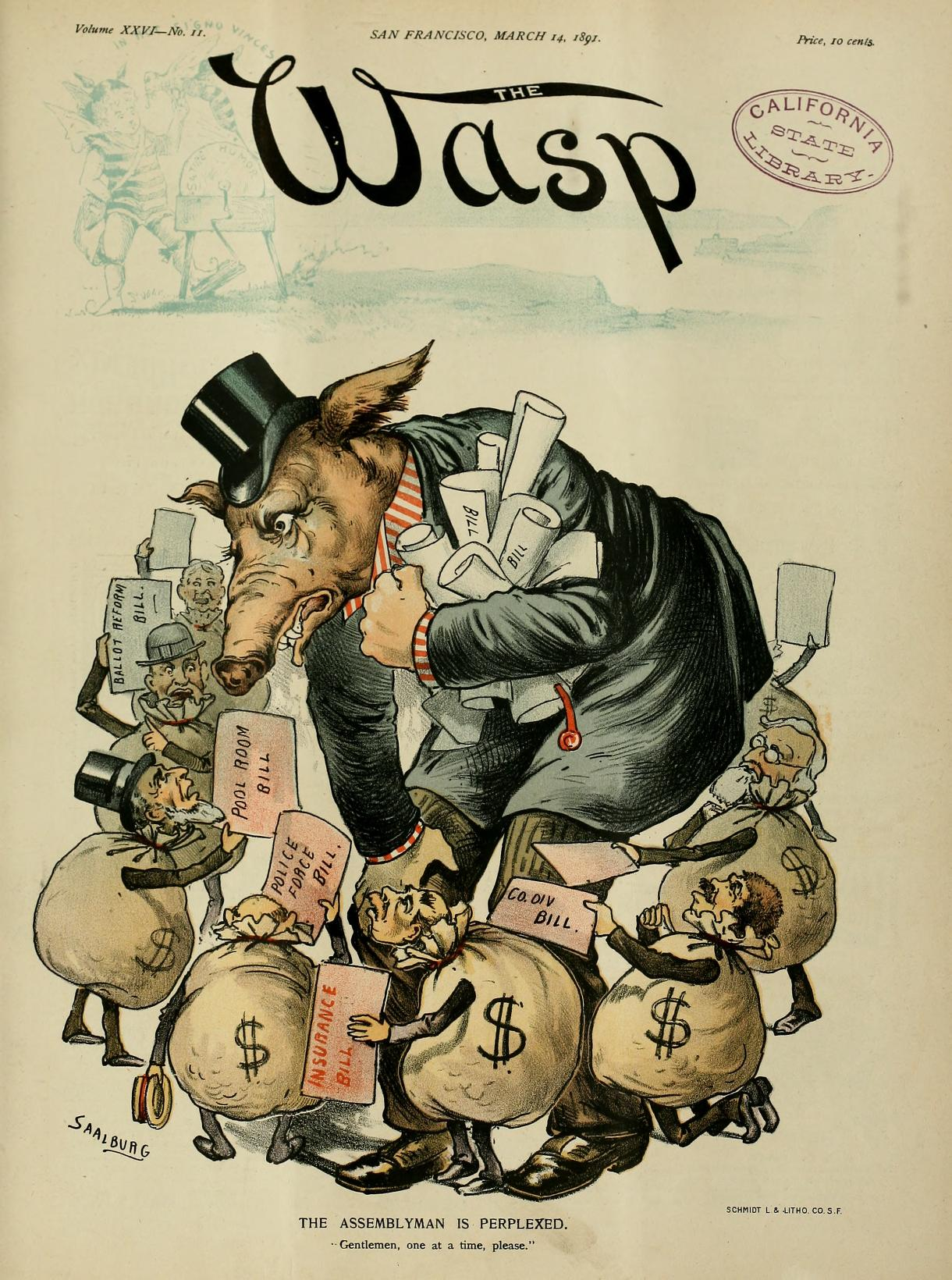
1891-es rajzfilm a lobbizásról

A lobbizás (angolul lobbying vagy lobby, más néven public affairs) a kapcsolatok kiépítését és fenntartását, negatív intézkedések hatásának kivédését, előnyök szerzését stb. szolgálja, szigorúan a törvényes keretek (de facto a demokrácia és a kapitalizmus) adta lehetőségek között. Elsődleges hangsúlya a kommunikáción van. Törvénytelen formája a korrupció, illetve a megvesztegetés. A lobbi egy szakma, és egyben egy kommunikációs érdekérvényesítő eszköz is, szakemberei a lobbisták. A lobbisták általában egy cég vagy csoport, de leggyakrabban egy iparág érdekeit képviselve különböző lobbicsoportokba tömörülnek (pl környezetvédelmi lobbi, Izrael-lobbi az Egyesült Államokban, stb.) a nagyobb hatékonyság és az alacsonyabb egyéni költségek végett. Magyarországon ma (2007) lobbistaképzés (lobbi szakértő) kizárólag a Budapesti Corvinus Egyetemen folyik; igaz a tevékenységet tárgy formájában több más egyetemen és főiskolán is tanítják.

## Eredete
A lobbizás az Amerikai Egyesült Államokból, illetve az angol „lobby” szóból származik, melynek magyar jelentése „előcsarnok”. Jelen esetben az amerikai képviselőház előcsarnokáról van szó, ahol a különböző érdekcsoportok tagjai az ott várakozó, pihenő, vagy épp áthaladó képviselőket igyekeztek saját ügyeik mellé állítani (számukra kedvező döntésekre, javaslattételekre rávenni), mielőtt azok bementek az ülésterembe törvényt hozni.
A Politikai kisszótár (1980) szerint: "LOBBY (ang.) érdekcsoportok az USA-ban, amelyek a törvényjavaslatok tárgyalása idején 'megdolgozzák' (megvásárolják, megvesztegetik, zsarolják) a szenátorokat és képviselőket, hogy 'megfelelően' szavazzanak."

## Szabályozás
Magyarországon a lobbitevékenységet a 2011. január 1-jétől hatályos 2010. évi CXXXI. törvény szabályozza, mellyel a 2006. évi XLIX. törvény (Ltv.) hatályát vesztette. (szövegét lásd a vitalapon)

## Közönségkapcsolat (Public Affairs, PA)
A közönségkapcsolati osztály egy vállalat, vagy intézmény, szervezet alegysége (kisebb szervezeteknél: az a személy), amely (aki) a külvilággal való kapcsolatokért felelős, beleértve az érdekérvényesítő tevékenységet is. Ez a tevékenység minden olyan döntéshozó vagy hatósági jogkörrel felruházott szervezet, testület vagy személy felé irányulhat, amelynek, vagy akinek a döntése hatással lehet a vállalat, vagy intézmény életére. A public relations egyik legfontosabb „alegysége”. Szorosan kapcsolódik a lobbizáshoz, de azon valamivel túlmutat.[forrás?]

### Feladatai
- Problémák/témák kataszterének elkészítése
- Fontossági sorrend felállítása
- A döntéshozói lista összeállítása
- A meglévő kapcsolatok feltérképezése
- A kapcsolatrendszer hiányosságainak feltérképezése
- A témák és a kapcsolatrendszer összerendezése
- Mindenre kiterjedő adatgyűjtés, melyből következőleg
  - Az álláspont közérthető megfogalmazása
  - Szövetségesek gyűjtése
  - Döntéshozói lista felhasználása /sokoldalú megközelítés/
  - Üzenetek személyes és sajtón keresztül történő eljuttatása

## Lobbicsoportok
Magyarországon is és nemzetközi szinten is több lobbicsoport működik, amelyek sajátos érdekeket próbálnak képviselni és érvényesíteni.
Vannak olyan csoportok, amelyek általános emberi érdekeket képviselnek, ilyen például a környezetvédelmi lobbi, és olyanok, amelyek egyes iparágakhoz (pl. dohánylobbi, energialobbi, atomenergia-lobbi stb.) köthetők.